# César Cueto
César Cueto Villa (Lima, 16 de junio de 1952) es un exfutbolista peruano, reconocido como uno de los más talentosos jugadores que ha producido el fútbol peruano. Se desempeñaba como centrocampista ofensivo o enganche de excepcional habilidad, dominio de balón, gran visión de juego y capacidad para la asistencia, además de un muy vistoso estilo que marcó época, características que lo han hecho ganar un lugar entre los mejores mediocampistas zurdos en la historia del fútbol sudamericano.
Fue uno de los mejores mediocampistas sudamericanos entre los setenta y ochenta, y considerado por medios especializados el jugador mejor dotado técnicamente que produjo Perú en su historia. Apodado el Poeta de la Zurda.
Durante su carrera, militó en clubes de América desde 1969. Destacó en la liga peruana con Alianza Lima, con el que logró tres campeonatos locales y uno internacional: Copa Simón Bolívar 1976. Su etapa con el Atlético Nacional en Colombia fue la más brillante de su carrera ganando la liga colombiana y siendo elegido en dos oportunidades el mejor jugador del torneo, convirtiéndose en un ídolo de la historia del club. También tuvo un paso destacado por otro gigante colombiano: América de Cali, donde logró proclamarse campeón nacional en 1984.
En Colombia se erigió en una estrella histórica de la liga colombiana.
Con la selección de fútbol del Perú, integró una generación dorada que logró la Copa América de 1975 y participó en los mundiales de Argentina 78 (cuartos de final) y España 82.

## Trayectoria

### Inicios
Se inició a los nueve años en su barrio del Diana en el Rímac en 1962 en un equipo llamado Alejandro Ríos (en honor a un vecino fallecido) bajo la dirección técnica de un joven vecino Miguel Company. En ese año el pequeño Cueto jugaba de once en la delantera. Ese equipo fue invitado por Rafael Castillo para jugar con los infantiles de Alianza Lima y es reclutado para sus divisiones menores.
Cueto fue ascendido al primer equipo en 1969 con solo dieciséis años, debutó en un partido contra el Deportivo Municipal jugando como puntero izquierdo. Desde entonces empezó a alternar en el equipo blanquiazul que tenía en esa época a una de las mejores delanteras de su historia: Baylón, «Pitín» Zegarra, «Perico» León, Cubillas y «Babalú» Martínez. En 1971 Alianza Lima obtiene el subcampeonato y Cueto, con solo diecinueve años, se destacó nítidamente como la principal pieza de recambio del equipo.

### Paso por el José Gálvez y Municipal
Ante la necesidad de tener más continuidad, y en Alianza Lima no lo podía hacer debido a la presencia de jugadores consagrados, aceptó un contrato ventajoso que le propuso el José Gálvez FBC de Chimbote, equipo recién ascendido pero que gozaba entonces de solvencia económica por el auge de la industria pesquera en el Perú. Con el equipo chimbotano llegó a clasificar para la liguilla final de la liga peruana de fútbol en el año 1972 jugando ya de centrocampista y mostrando un rendimiento sobresaliente destacando junto con otros jugadores de primer nivel que también actuaban en ese equipo como Luis La Fuente y Ottorino Sartor.
En 1973 Cueto firmó por Deportivo Municipal y tuvo un año muy irregular debido a los problemas económicos del club.

### Regreso al Alianza
En 1974 regresa al Alianza Lima y en 1975 se dio el despegue definitivo del Poeta de la Zurda, no solo porque se convirtió en el conductor del equipo sino porque ganó el campeonato y fue convocado a la selección de fútbol del Perú.
La campaña del cuadro íntimo, dirigido por Marcos Calderón, fue sobresaliente: de treinta y nueve partidos disputados, alcanzó veintidós victorias, trece empates y solo cuatro derrotas, sumando cincuenta y siete unidades en la clasificación, seis más que el Alfonso Ugarte de Puno. Aquel equipo se destacaba por el talento y la habilidad de Cueto, la personalidad y fuerza de José Velásquez y el acompañamiento de buenos jugadores como Gonzales Ganoza, Jaime Duarte y Augusto Palacios, entre otros.
En 1976, forma parte del primer título oficial internacional de Alianza Lima, al ganar la Copa Simón Bolívar 1976, donde junto con él destacaron figuras como José Velásquez y José Gonzales Ganoza. También disputaron las semifinales de la Copa Libertadores de ese mismo año.
En 1977 Alianza Lima formó lo que para muchos entendidos es el mejor equipo de su historia. En él estaban, además de César Cueto, grandes figuras como Hugo Sotil, Teófilo Cubillas y José Velásquez. El equipo ganó la liga peruana de fútbol de ese año, disputando palmo a palmo el campeonato con Sporting Cristal que también tenía un equipo poderoso en esa época. Precisamente ante el equipo celeste, César Cueto convirtió uno de los goles más bellos que recuerdan los aficionados peruanos; Cuando se encontraba cerca del mediocampo, observó adelantado al portero Ramón Quiroga y, sin pensarlo mucho, sacó un tiro bombeado que superó al Loco. Esa temporada Alianza Lima endosaría a Universitario de Deportes, su eterno rival, un contundente 6-1. A fin de la temporada, el equipo dejaría para el recuerdo un festín de jugadas, paredes, goles de antología y la vuelta olímpica en la cara del eterno rival.
En 1978 Alianza Lima mostrando la misma calidad obtuvo el bicampeonato, aunque con un poco más de dificultad. Con el paso del tiempo es reconocido como uno de los grandes ídolos del club, ocupando un lugar privilegiado al lado de otros grandes como Teófilo Cubillas o Alejandro Villanueva.

### Éxito en Colombia
En 1979 fichó por el Atlético Nacional de Medellín. Con base en habilidad, magia y destreza, se ganó ya en su primera temporada el cariño y respeto del pueblo colombiano, pese a que su equipo no ocupó una posición destacada. Un año después, alcanzó el cuarto lugar, pero su consagración definitiva se produjo en 1981 al ganar, por fin, el ansiado título. Esa fue también su mejor temporada con el cuadro verde, ya que además del título, Cueto no solo fue el conductor, capitán y goleador del equipo (diecisiete tantos), sino el mejor jugador del campeonato colombiano. Todos los medios destacaban su talento y calidad: reconocían que su pierna zurda hacía magia, en jugadas cortas, en pases largos y en goles.
En 1984, ya con treinta y dos años, Cueto pasó a jugar en el América de Cali y ganó el campeonato de ese año con el equipo caleño. Estuvo apenas una temporada con el equipo escarlata, pero su talento, habilidad y pases «quirúrgicos» dejaron una huella indeleble en la memoria de sus seguidores, al punto de ser considerado uno de los mejores de su historia. En 1985 no tuvo equipo, por lo que se dedicó de lleno a la selección peruana que jugaba las eliminatorias para el Mundial de México 86.
Luego tuvo un breve paso en el Deportivo Pereira en 1986 y en el Cúcuta Deportivo en 1987, mostrando en ambos equipos destellos de su gran calidad.

### Retorno definitivo
En 1987, tras la tragedia de Ventanilla, Cueto se volvió a vestir de corto para ayudar a su club y rendir homenaje a los deudos de las víctimas. Estuvo nuevamente en Alianza una temporada. En el 88 ganó el descentralizado B. Se destaca un golazo de tiro libre en un clásico de 1988 al portero Chávez Riva de Universitario. En agosto de 1988, refuerza al club Sporting Cristal para disputar la Copa Marlboro, que obtiene luego de vencer al Benfica y Barcelona de Guayaquil.
Los últimos años de Cueto en el fútbol profesional estuvieron marcados por constantes retornos y despedidas que culminaron oficialmente en 1991. De ahí en adelante, Cueto ha participado en un sinfín de partidos benéficos y amistosos demostrando su gran calidad.

## Selección peruana
En total César Cueto ha jugado cuarenta y siete partidos con la selección inca, llegando a anotar seis goles.

### El debut con la Blanquirroja
Debutó en la selección de fútbol del Perú en la victoria de 3-0 sobre Bolivia en la Copa Independencia de Brasil en 1972. Sin embargo, Perú fue eliminado en la primera ronda. Posteriormente, fue convocado a la selección de fútbol del Perú que ganó la Copa América de 1975. En la primera fase, Cueto anotó un gol en la victoria sobre Bolivia por 3-1, luego una lesión le impidió continuar jugando el torneo.

### Copa Mundial de Fútbol 1978
Cueto no participó en las eliminatorias para la Copa Mundial de Fútbol de 1978, pero si lo hizo en el Mundial, donde fue jugador titular. En el primer encuentro, anotó el gol del empate peruano ante Escocia, que se había adelantado en el marcador. Teófilo Cubillas marcaría los dos goles con que Perú ganó 3-1. Luego, vendría el empate con los Países Bajos 0-0 y la goleada a Irán 4-1.
En estos tres partidos, Cueto estuvo brillante en el centro del campo junto con Teófilo Cubillas y José Velásquez. La crítica deportiva internacional calificó el mediocampo de Perú como el mejor de la primera fase del Mundial. Sin embargo, en la segunda fase, Perú bajaría su nivel y terminaría el Mundial en forma decepcionante, para el olvido. Al parecer la deficiente preparación física del equipo impidió que sostuviera el mismo nivel en las instancias finales.
pero igual perdimos el mundial y nunca ganamos.

### Eliminatorias de 1981
Bajo la batuta del brasileño Elba de Pádua Lima, Tim, Perú conformó, en la primera mitad de los años ochenta, una de sus mejores selecciones de todos los tiempos. En aquella ocasión Perú mostró un fútbol elegante, hábil y contundente, fue bastante superior a sus rivales, brillaron casi todos: Héctor Chumpitaz y Rubén Díaz por su seguridad en la zaga, José Velásquez por su temperamento, Julio César Uribe por su gambeta, Juan Carlos Oblitas por su inteligencia en el ataque, Guillermo La Rosa por su contundencia y oportunismo frente al arco rival, y César Cueto, el Maestro, por su imaginación para crear, cuantas veces quiso, las mejores jugadas de peligro de su selección.
Perú inició el torneo con un empate 1-1 frente a Colombia en Bogotá, luego vencería 2-1 a Uruguay en el Centenario de Montevideo, 2-0 a Colombia en Lima, cerrando con un empate 0-0 ante Uruguay en Lima.

### La gira por tres continentes
Preparándose para el Mundial de España 1982, la selección peruana realizó una gira por Estados Unidos, Europa y África. Luego de un mal inicio ante el Cosmos de Nueva York en donde Cueto se lio a golpes con Johan Neeskens en una batalla campal entre ambos equipos, la selección peruana viajó a Europa y cosechó muchos triunfos, destacándose el 2-1 sobre Hungría en Budapest y el 1-0 sobre la poderosa Francia de Michel Platini en el Parque de los Príncipes en París. Aquella noche, Cueto estuvo inspirado e hizo un derroche de todo su talento, junto con Julio César Uribe dieron un concierto de gambetas, pases magistrales y buen fútbol frente a los franceses. Precisamente un magistral pase del Poeta de la Zurda permitió a Juan Carlos Oblitas anotar el gol de la victoria. Tres días después, anotaría un gol desde casi 30 metros a la selección de Argelia para lograr el empate 1-1 ante el buen equipo africano que cumpliría una gran actuación en el Mundial.

### Copa Mundial de Fútbol 1982
Luego de lo mostrado en las eliminatorias y en la gira por Europa, Perú llegó con la expectativa de alcanzar las instancias finales del Mundial de España 1982, confiado en el gran equipo que tenía y apoyados en el talento de Cueto. Sin embargo, los resultados no fueron los esperados: 0-0 con Camerún, 1-1 ante Italia, que alcanzaría el título mundial, y derrota 1-5 frente a Polonia, provocaron una gran decepción en su país. Algunos medios mencionaron, incluso, que la división del grupo y las peleas internas determinaron la eliminación de Perú. Pero César Cueto desmintió todo, considerando que, debido a los contratos publicitarios, el equipo jugó demasiados partidos preparatorios y llegó desgastado al Mundial. La participación de Cueto en el Mundial fue decepcionante, al punto de que el entrenador de la selección peruana, Elba de Pádua Lima, Tim, declarara: «Me iré a la tumba sin saber por qué Cueto no hizo un pase bueno». (13)

### Eliminatorias del Mundial 1986
Tres años después se inició otra etapa eliminatoria. Para los entendidos, Perú presentó el último buen equipo de su historia. César Cueto jugó todo ese proceso, anotando un gol frente a Venezuela, pero los resultados no acompañaron al equipo peruano. Una derrota ante Colombia obligó a Perú a tener que ganar al poderoso equipo argentino los dos partidos finales para clasificar.
En el primer partido, Perú venció al equipo de Maradona 1-0, Cueto jugaría un gran partido. Luego, en el partido definitorio jugado en Buenos Aires, Perú, de la mano de César Cueto, brindó una de sus últimas grandes actuaciones. El Poeta de la Zurda, en una tarde iluminada, se cansó de fabricar peligro, y en una de sus jugadas más destacadas eludió a dos rivales (incluido Diego Maradona), pasó por el medio de otros dos argentinos con la pelota dominada para luego habilitar, con una magistral asistencia que pasó entre Daniel Passarella y Enzo Trossero, a Gerónimo Barbadillo, quien finalmente convirtió el segundo tanto peruano. Después, Argentina empató faltando nueve minutos y mandó a Perú al repechaje contra Chile, cuya selección dejó fuera del Mundial a la Blanquirroja. Esta jugada en palabras del periodista uruguayo Emilio Lafferranderie, el Veco, Cueto vencería las leyes de la física, al realizar tan extraordinaria jugada.

### Partidos después del retiro
A pesar de que se retiró de la práctica del fútbol en 1991, Cueto jugaría amistosos donde destacaría nítidamente el partido Alianza Lima vs. Real Madrid en 1996, donde se destacó por sus pases y jugadas vistosas. En 1997, jugó un amistoso internacional con la selección de fútbol del Perú, en el que asistió a José Pereda en el primer gol de Perú sobre Colombia, cuando ya tenía cuarenta y cinco años, récord de edad que hasta hoy se mantiene en partidos internacionales de la selección absoluta de Perú.
El Poeta de la Zurda es para entendidos y los que lo vieron jugar uno de los grandes futbolistas en la historia del Perú y a la vez uno de los mejores en la historia del fútbol colombiano. Para el periodista uruguayo Emilio Lafferranderie, el Veco, César Cueto fue mal vendido a Colombia, pues su calidad estaba a su juicio a la par de la de Ricardo Bochini y Michel Platini, referentes de su época.

### Participaciones en eliminatorias
| Eliminatorias                    | Sede                   | Selección              | Partidos | Goles |
| -------------------------------- | ---------------------- | ---------------------- | -------- | ----- |
| Eliminatorias sudamericanas 1982 | Perú                   | 3.º (clasificado)      | 4        | 0     |
| Eliminatorias sudamericanas 1986 | Perú                   | 4.º (no clasificó)     | 8        | 1     |
| Total en eliminatorias           | Total en eliminatorias | Total en eliminatorias | 12       | 1     |

### Participaciones en Copas del Mundo
| Mundial                        | Sede                     | Resultado                | Partidos | Goles | Asistencias |
| ------------------------------ | ------------------------ | ------------------------ | -------- | ----- | ----------- |
| Copa Mundial de Fútbol de 1978 | Argentina                | Cuartos de final         | 6        | 1     | 1           |
| Copa Mundial de Fútbol de 1982 | España                   | Primera fase             | 3        | 0     | 0           |
| Total en Copas del Mundo       | Total en Copas del Mundo | Total en Copas del Mundo | 9        | 1     | 1           |

### Participaciones en Copas América
| Copa                   | Sede                   | Resultado              | Partidos | Goles |
| ---------------------- | ---------------------- | ---------------------- | -------- | ----- |
| Copa América 1975      | Sin sede fija          | Campeón                | 1        | 1     |
| Copa América 1979      | Sin sede fija          | Tercer puesto          | 2        | 0     |
| Total en Copas América | Total en Copas América | Total en Copas América | 3        | 1     |

## Clubes

### Campeonatos nacionales
| Club                | País     | Año       | Partidos | Goles |
| ------------------- | -------- | --------- | -------- | ----- |
| Alianza Lima        | Perú     | 1969-1971 | 20       | 3     |
| José Gálvez         | Perú     | 1972      | 42       | 8     |
| Deportivo Municipal | Perú     | 1973-1974 | 68       | 19    |
| Alianza Lima        | Perú     | 1975-1979 | 85       | 25    |
| Atlético Nacional   | Colombia | 1979-1983 | 158      | 46    |
| América de Cali     | Colombia | 1984      | 34       | 7     |
| Deportivo Pereira   | Colombia | 1986      | 18       | 4     |
| Cúcuta Deportivo    | Colombia | 1987      | 11       | 3     |
| Alianza Lima        | Perú     | 1988-1991 | 61       | 13    |
| Total               | Total    | 1969-1991 | 497      | 128   |

### Copa Libertadores
| Equipo            | Temporadas | Partidos | Goles |
| ----------------- | ---------- | -------- | ----- |
| Club Alianza Lima | 1972       | 3        | 0     |
| Club Alianza Lima | 1976       | 9        | 2     |
| Club Alianza Lima | 1978       | 10       | 3     |
| Club Alianza Lima | 1979       | 6        | 0     |
| América de Cali   | 1984       | 2        | 2     |
| Total             | 1972-1984  | 30       | 7     |

### Copa Simón Bolivar
| Equipo            | Temporadas | Partidos | Goles |
| ----------------- | ---------- | -------- | ----- |
| Club Alianza Lima | 1976       | 1        | 0     |
| Total             | 1976       | 1        | 0     |

## Palmarés

### Campeonatos nacionales
| Título           | Club              | País     | Año  |
| ---------------- | ----------------- | -------- | ---- |
| Primera división | Alianza Lima      | Perú     | 1975 |
| Primera división | Alianza Lima      | Perú     | 1977 |
| Primera división | Alianza Lima      | Perú     | 1978 |
| Primera división | Atlético Nacional | Colombia | 1981 |
| Primera división | América de Cali   | Colombia | 1984 |

### Torneos zonales
| Título                   | Título                   | Título                   | Club         | País | Año  |
| ------------------------ | ------------------------ | ------------------------ | ------------ | ---- | ---- |
| Torneo Descentralizado B | Torneo Descentralizado B | Torneo Descentralizado B | Alianza Lima | Perú | 1988 |
| Torneo Metropolitano     | Torneo Metropolitano     | Torneo Metropolitano     | Alianza Lima | Perú | 1989 |
| Torneo Metropolitano     | Torneo Metropolitano     | Torneo Metropolitano     | Alianza Lima | Perú | 1990 |

### Campeonatos internacionales
| Título             | Club              | País          | Año  |
| ------------------ | ----------------- | ------------- | ---- |
| Copa América       | Selección peruana | Sin sede fija | 1975 |
| Copa Simón Bolívar | Club Alianza Lima | Perú          | 1976 |

### Distinciones individuales
| Distinción                                                                  | Año  |
| --------------------------------------------------------------------------- | ---- |
| 8.º mejor futbolista sudamericano del año en el mundo                       | 1978 |
| Mejor jugador peruano del año                                               | 1980 |
| Mejor jugador de la liga colombiana                                         | 1980 |
| Mejor jugador de la liga colombiana                                         | 1981 |
| Nombrado entre los diez extranjeros históricos del fútbol colombiano        | 2008 |
| Incluido en el Once Ideal Histórico de Alianza Lima                         | 2011 |
| Incluido en el XI ideal de extranjeros en la historia de la liga colombiana | 2016 |
| Elegido el mejor jugador de la historia del Club Alianza Lima               | 2016 |
| 4.º mejor mediocampista defensivo del mundo de los años 70                  | 2018 |
| Incluido en el XI ideal de todos los tiempos del Atlético Nacional          | 2018 |

## Homenajes
En el distrito de Nuevo Chimbote, hay un estadio que lleva el nombre en su honor.